# Dang (Vietnam)
Dang is een xã in het district Tây Giang, een van de districten in de Vietnamese provincie Quảng Nam. Dang heeft ruim 1300 inwoners op een oppervlakte van 86 km².

## Geografie en topografie
Dang ligt in het zuidoosten van Tây Giang. Dang is een van de twee xã's die niet grenst met de provincie Sekong in de Democratische Volksrepubliek Laos. In het zuiden grenst Dang aan de huyện Nam Giang. De aangrenzende xã is Zuôich. In het oosten grenst Dang aan de huyện Đông Giang. De aangrenzende xã in Đông Giang zijn A Rooi en Mà Cooi. De aangrenzende xã's in Tây Giang zijn A Tiêng, A Vương en Lăng. 